# تينا كوزينز
تينا كوزينز (بالإنجليزية: Tina Cousins)‏ هي مغنية مؤلفة ومغنية وعارضة بريطانية، ولدت في 20 أبريل 1974 في لي أون سي ‏ في المملكة المتحدة.

## وصلات خارجية
- الموقع الرسمي
- تينا كوزينز على موقع IMDb (الإنجليزية)
- تينا كوزينز على موقع ميوزك برينز (الإنجليزية)
- تينا كوزينز على موقع أول ميوزيك (الإنجليزية)
- تينا كوزينز على موقع ديسكوغز (الإنجليزية)